# Llista de monuments d'Almoster
Llista de monuments d'Almoster inclosos en l'Inventari del Patrimoni Arquitectònic Català per al municipi d'Almoster (Baix Camp). Inclou els inscrits en el Registre de Béns Culturals d'Interès Nacional (BCIN) amb la classificació de monuments històrics i els Béns Culturals d'Interès Local (BCIL) de caràcter arquitectònic.
| Monument                                      | Protecció | Estil/època                   | Localització                     | Coordenades                                          | Codi?     | Imatge |
| --------------------------------------------- | --------- | ----------------------------- | -------------------------------- | ---------------------------------------------------- | --------- | --- |
| Església parroquial de Sant Miquel            | BCIL 2009 | Barroc, obra popular XVIII    | Almoster Pl. de l'Església, 4    | 41° 11′ 52″ N, 1° 06′ 49″ E / 41.197862°N,1.113736°E | IPA-9382  | Església parroquial de Sant Miquel (Almoster) · Vegeu més fotos d'aquest monument · Carregueu una nova foto d'aquest monument    |
| La Casa d'en Jardí, o Cal Jardí, Cal Llombard | BCIL 2009 | Renaixement, obra popular XVI | Almoster Pl. de l'Església, 11   | 41° 11′ 51″ N, 1° 06′ 48″ E / 41.197625°N,1.113386°E | IPA-9383  | La Casa d'en Jardí (Almoster) · Vegeu més fotos d'aquest monument · Carregueu una nova foto d'aquest monument                    |
| Cal Micalo                                    | BCIL 2009 | XIX, XX                       | Almoster C. Pare Aymamí, 16      | 41° 11′ 54″ N, 1° 06′ 46″ E / 41.198223°N,1.112639°E | IPA-40014 | Cal Micalo (Almoster) · Vegeu més fotos d'aquest monument · Carregueu una nova foto d'aquest monument                            |
| Ca la Mundeta                                 | BCIL 2009 | XIX, XX                       | Almoster C. Pare Aymamí, 4       | 41° 11′ 53″ N, 1° 06′ 47″ E / 41.198055°N,1.113187°E | IPA-40015 | Ca la Mundeta (Almoster) · Vegeu més fotos d'aquest monument · Carregueu una nova foto d'aquest monument                         |
| Cal Perelló                                   | BCIL 2009 | XVIII-XIX, XX                 | Almoster C. Pare Aymamí, 2       | 41° 11′ 53″ N, 1° 06′ 48″ E / 41.198063°N,1.113270°E | IPA-40016 | Cal Perelló (Almoster) · Vegeu més fotos d'aquest monument · Carregueu una nova foto d'aquest monument                           |
| Cal Segarres, o Cal Víctor                    | BCIL 2009 | XVIII, XX                     | Almoster Pl. de l'Església, 2    | 41° 11′ 52″ N, 1° 06′ 49″ E / 41.197794°N,1.113565°E | IPA-40017 | Cal Segarres (Almoster) · Vegeu més fotos d'aquest monument · Carregueu una nova foto d'aquest monument                          |
| Cal Pino                                      | BCIL 2009 | XIX, XX                       | Almoster Pl. de l'Església, 10   | 41° 11′ 52″ N, 1° 06′ 49″ E / 41.197659°N,1.113559°E | IPA-40019 | Cal Pino (Almoster) · Vegeu més fotos d'aquest monument · Carregueu una nova foto d'aquest monument                              |
| Cal Barberà                                   | BCIL 2009 | Obra popular XVIII-XIX        | Almoster C. Major, 4             | 41° 11′ 51″ N, 1° 06′ 50″ E / 41.197630°N,1.113876°E | IPA-40020 | Cal Barberà (Almoster) · Vegeu més fotos d'aquest monument · Carregueu una nova foto d'aquest monument                           |
| Habitatge al carrer Major, 1-3                | BCIL 2009 | XIX                           | Almoster C. Major, 1-3           | 41° 11′ 52″ N, 1° 06′ 50″ E / 41.197684°N,1.113949°E | IPA-40021 | Habitatge al carrer Major, 1-3 (Almoster) · Vegeu més fotos d'aquest monument · Carregueu una nova foto d'aquest monument        |
| Can Pere Trilla                               | BCIL 2009 | XIX-XX                        | Almoster C. Major, 10            | 41° 11′ 51″ N, 1° 06′ 50″ E / 41.197637°N,1.114018°E | IPA-40022 | Can Pere Trilla (Almoster) · Vegeu més fotos d'aquest monument · Carregueu una nova foto d'aquest monument                       |
| Habitatge al carrer Raval, 2                  | BCIL 2009 | XX                            | Almoster C. Raval, 2             | 41° 11′ 52″ N, 1° 06′ 53″ E / 41.197749°N,1.114672°E | IPA-40023 | Habitatge al carrer Raval, 2 (Almoster) · Vegeu més fotos d'aquest monument · Carregueu una nova foto d'aquest monument          |
| Habitatge al carrer Major, 26                 | BCIL 2009 | XIX, XX                       | Almoster C. Major, 26            | 41° 11′ 51″ N, 1° 06′ 53″ E / 41.197536°N,1.114832°E | IPA-40024 | Habitatge al carrer Major, 26 (Almoster) · Vegeu més fotos d'aquest monument · Carregueu una nova foto d'aquest monument         |
| Cal Vidal                                     | BCIL 2009 | XIX-XX                        | Almoster C. de la Font, 4        | 41° 11′ 52″ N, 1° 06′ 47″ E / 41.197679°N,1.113054°E | IPA-40025 | Cal Vidal (Almoster) · Vegeu més fotos d'aquest monument · Carregueu una nova foto d'aquest monument                             |
| Habitatge al carrer de la Font, 10            | BCIL 2009 | XIX-XX                        | Almoster C. de la Font, 10       | 41° 11′ 51″ N, 1° 06′ 46″ E / 41.197591°N,1.112865°E | IPA-40026 | Habitatge al carrer de la Font, 10 (Almoster) · Vegeu més fotos d'aquest monument · Carregueu una nova foto d'aquest monument    |
| Habitatge al carrer de la Font, 7             | BCIL 2009 | XVIII-XX                      | Almoster C. de la Font, 7        | 41° 11′ 50″ N, 1° 06′ 47″ E / 41.197177°N,1.112985°E | IPA-40027 | Habitatge al carrer de la Font, 7 (Almoster) · Vegeu més fotos d'aquest monument · Carregueu una nova foto d'aquest monument     |
| Cementiri                                     | BCIL 2009 | Noucentisme XX (1922)         | Almoster Camí del Puig d'en Cama | 41° 11′ 58″ N, 1° 06′ 43″ E / 41.199359°N,1.111938°E | IPA-40028 | Cementiri (Almoster) · Vegeu més fotos d'aquest monument · Carregueu una nova foto d'aquest monument                             |
| Habitatge a la plaça Josep Roselló, 7         | BCIL 2009 | XX                            | Almoster Pl. Josep Roselló, 7    | 41° 11′ 50″ N, 1° 06′ 45″ E / 41.197271°N,1.11251°E  | IPA-40029 | Habitatge a la plaça Josep Roselló, 7 (Almoster) · Vegeu més fotos d'aquest monument · Carregueu una nova foto d'aquest monument |